# Chrysobyrrhulus asturiensis
Chrysobyrrhulus asturiensis là một loài bọ cánh cứng trong họ Byrrhidae. Loài này được Allemand miêu tả khoa học năm 1997.